# WaPo Berlin
WaPo Berlin è una serie televisiva tedesca di genere poliziesco, ideata da Kerstin Lipownik, prodotta da Saxonia Media Filmproduktion come spin-off della serie WaPo Bodensee e trasmessa dal 2020 dall'emittente ARD 1 (Das Erste). Interpreti principali sono Sesede Terziyan, Sarina Randomski, Hassan Akkouch, Melina Borcherding e Christoph Grunert.
La serie si compone di quattro stagioni, per un totale di 40 episodi, della durata di circa 48 minuti. Il primo episodio, intitolato Alle in einem Boot, fu trasmesso in prima visione il 28 gennaio 2020.

## Trama
Il commissario Jasmin Tayed è a capo di una squadra della Wasserschutzpolizei di Berlino, che pattuglia le acque della città a bordo del "Silbermöwe", composta, oltre che da lei, da Sarina Randomski (amica d'infanzia di Jasmin), da Wolf Malletzke, da Fahri Çelik e da Marlene Weber. Mascotte della squadra è Stulle, un cagnolino randagio che ha fatto amicizia con il poliziotto Malletzke.

## Episodi
| Stagione         | Puntate | Prima TV Germania | Prima TV Italia |
| ---------------- | ------- | ----------------- | --------------- |
| Prima stagione   | 8       | 2020              | inedita         |
| Seconda stagione | 8       | 2021              | inedita         |
| Terza stagione   | 8       | 2022              | inedita         |
| Quarta stagione  | 16      | 2023              | inedita         |

## Personaggi e interpreti
- Commissario Capo Jasmin Sayed, interpretata da Sesede Terziyan (s. 1-presente).[3] Originaria dell'Iran, vive da trent'anni in Germania.[8]
- Commissaario Capo Paula Sprenger, interpretata da Sarina Randomski (s. 1-4).[3]
- Fahri Çelik, interpretato da  Hassan Akkouch (s. 1-presente).[3]
- Marlene Weber, interpretata da Melina Borcherding (s. 1-presente).[3]
- Wolf Malletzke,interpretato da Christoph Grunert (s. 1-presente).[3].
- Dott. Jan Konrad, interpretato da Juri Padél (s. 1-presente).[3].
- Federico, interpretato da Nils Brunkhorst.
- Anton Sprenger, interpretato da Leonard Rosik.
- Hanna Kowollik, interpretata da Marie Schöneburg (s. 4-presente).[3]
- la presidentessa del corpo di polizia, interpretata da Marion Kracht.
- Gisela, interpretata da Brigitte Grothum.
- Axel Sommer, intrepretato da Oliver Breite.

## Produzione
Quindici episodi della serie portano la firma come regista di Oren Schmuckler, nove quella di Alexander Sascha Tiel.